# Xiawa (köpinghuvudort i Kina, Inner Mongolia Autonomous Region, lat 42,59, long 120,54)
Xiawa (kinesiska: 下洼, 下洼镇) är en köpinghuvudort i Kina. Den ligger i den autonoma regionen Inre Mongoliet, i den norra delen av landet, omkring 760 kilometer öster om regionhuvudstaden Hohhot. Antalet invånare är 31 104. Befolkningen består av 15 140 kvinnor och 15 964 män. Barn under 15 år utgör 16,0 %, vuxna 15-64 år 75 %, och äldre över 65 år 7,0 %.
Runt Xiawa är det ganska tätbefolkat, med 72 invånare per kvadratkilometer. Xiawa är det största samhället i trakten. Trakten runt Xiawa består till största delen av jordbruksmark.
Genomsnittlig årsnederbörd är 662 millimeter. Den regnigaste månaden är juli, med i genomsnitt 179 mm nederbörd, och den torraste är januari, med 2 mm nederbörd.